# Fülepp Ferenc
Fülepp Ferenc (Oravica, 1830 – Nagyvárad, 1874. december 13.) mérnök, tanár.

## Élete
Fülepp József (1786–1847) és Eirich Julianna fia, Fülepp Lipót, Fülepp Sándor (bányamérnök) és Fülepp József százados testvére.
1870-től a temesvári főreáliskola igazgató-tanára volt, matematikát és természettant tanított. 1873-ban áthelyezték a nagyváradi főreáliskolához, ahol haláláig tevékenykedett. Cikkei a korabeli tudományos lapokban jelentek meg, például a Magyar orvosok és természetvizsgálók munkálatai-ban (Az eliptikai integralok és függvények ismertetése, 1872).